# 이탈리아 민주사회당
이탈리아 민주사회당(이탈리아어: Partito Socialista Democratico Italiano, 약칭 PSDI)은 이탈리아의 옛 정당이다.

## 역사
이탈리아 사회당을 이끄는 피에트로 넨니가 이탈리아 공산당과의 협력을 강화하자 이에 반발해 사회당을 탈당한 반공주의자들에 의해 1947년 이탈리아 노동자사회당(Partito Socialista dei Lavoratori Italiani, 약칭 PSLI)라는 이름으로 세워졌다. 같은 해 알치데 데 가스페리 총리가 내각에서 공산당과 사회당 소속 장관들을 퇴출하자 내각 지지를 선언하면서 기독교민주당의 협력 정당으로 부상했다.
1952년 여러 반공주의 성향의 사회주의 세력을 영입해 이탈리아 민주사회당으로 확대개편했으며, 1954년부터 각료를 배출하기 시작했다. 1950년대에 사회당이 공산당과의 협력을 멀리하자 민사당과 사회당 간 관계가 다시 가까워졌다. 1963년 사회당이 내각에 진출한 후 합당 논의가 오가기 시작한 결과 1968년 총선에서 연합 명부로 선거에 나섰다. 그러나 선거 결과 부진한 성적을 거두면서 사회당은 다시 공산당과의 협력을 모색했고, 이에 반발한 민사당은 다시 독자 노선을 밟았다.
이후 내각에 지속적으로 진출은 했지만 별다른 정치적 주목을 받지는 못했다. 1990년대 초반의 마니 풀리테에서 당 인사 다수의 비리가 적발되면서 상당수가 탈당했다.